# Urnenveld

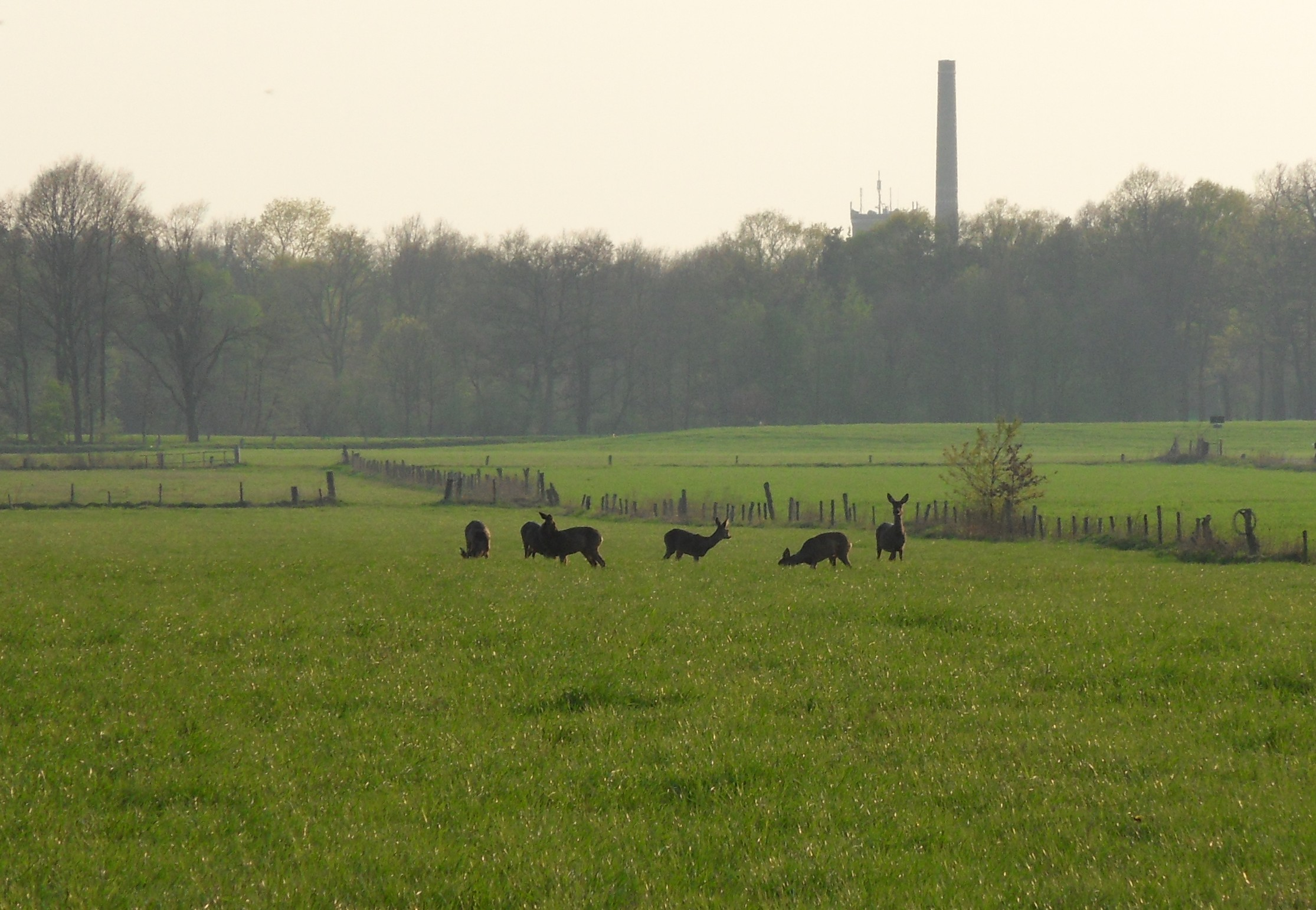
Plaats van een urnenveld bij Losser, sinds 1978 een beschermd rijksmonument

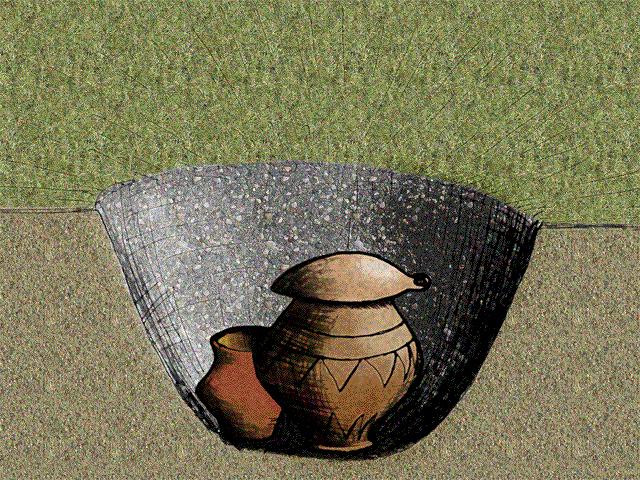
Tekening van een urngraf uit de late bronstijd

Een urnenveld is een veld met enkele tot enige honderden resten van begravingen van urnen met crematieresten. De term wordt met name gebruikt voor begraafplaatsen uit de late bronstijd tot de vroege en de midden-ijzertijd in Europa waar as van overledenen in urnen werd begraven.

## Urnenveldencultuur
In Midden-Europa waren er van ongeveer 1300 tot 900 v.Chr. samenlevingen met een urnenveldencultuur. In grote delen van Europa worden sporen gevonden van deze prehistorische urnbegravingen.
De terreinen konden enkele hectaren groot zijn. Ze kunnen gedurende meerdere eeuwen in gebruik zijn geweest. In deze periode werden overledenen gecremeerd. De as werd opgeslagen in urnen gemaakt van aardewerk uit rivierklei; ook werd de as wel in zakjes begraven of los uitgestrooid. De urnen werden begraven in een afgeperkt gebied. Elke urn werd individueel gemarkeerd door er een laag heuveltje op aan te brengen. Ook werd er vaak een kringgreppel (ook wel kringsloot, een soort grachtje) omheen gegraven dat in grondsporen nog vaak goed te herkennen is. Het kwam ook voor dat urnen in een kuil terechtkwamen of, achteraf, in een oude grafheuvel werden bijgezet. Op urnenvelden zijn vaak ook niet-gecremeerde doden te vinden.
In de Nederlanden zijn tientallen urnenvelden gevonden, vooral in het gebied van de Kempen.
In de 19e en 20e eeuw zijn vooral door de ontginning van heidevelden vele urnenvelden verdwenen door afgraving. Een redelijk bewaard gebleven urnenveld is dat op de Boshoverheide bij Weert. Oorzaak van het behoud is de arme grond aldaar, waardoor niemand er iets mee gedaan heeft. Verder zijn in Vaassen en bij de grafheuvels in Veldhoven nog (resten van) urnenvelden zichtbaar.
Voor een leek is er behalve (soms gerestaureerde) grafheuveltjes niet veel te zien aan een urnenveld. De daar gevonden voorwerpen zijn meestal in musea te vinden.

## Moderne urnenvelden

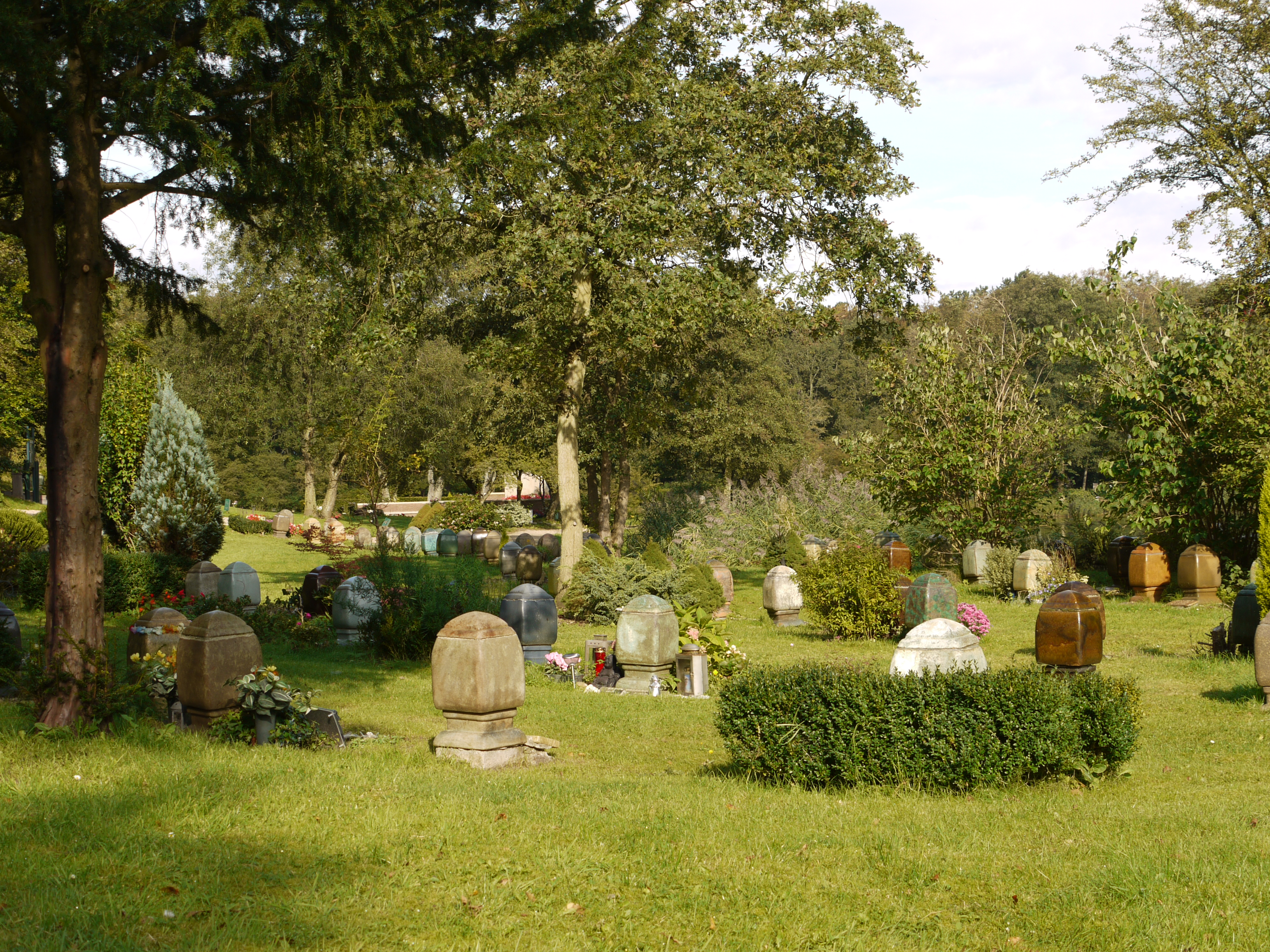
Urnenveld Westerveld

Bij crematorium Westerveld is sinds 1932 een urnenveld waar urnen buiten staan opgesteld.
In een loofbos op het landgoed Terborgh bij Anloo in Drenthe is sinds 2014 de gelegenheid om urnen met daarin as van overledenen te begraven. De graven worden uitgegeven voor onbepaalde tijd, ze zullen niet worden geruimd.
Verschillende Belgische begraafplaatsen, zoals Kloosterheide te Lier, beschikken over een urnenveld.